# Altisceptrum (Bulbophyllum)
Altisceptrum: es una sección del género Bulbophyllum perteneciente a la familia de las orquídeas.   La especie tipo es:  Bulbophyllum elongatum [Bl] Hassk.
Caracterizado por tener muchas flores, inflorescencia en forma alargadas y el tamaño de los pétalos que son 2/3 del tamaño de los sépalos medianos o largos y más anchos cerca de la base, ya sea reduciéndose gradualmente hacia la punta, o un poco constreñida y con un ápice engrosado. Los pseduobulbos casi siempre marcadas con el color púrpura.

## Especies
1. Bulbophyllum disjunctum Ames & C.Schweinf. 1920
2. Bulbophyllum elongatum (Blume) Hassk. 1844
3. Bulbophyllum farinulentum J.J.Sm. 1920
4. Bulbophyllum gymnopus Hook.f. 1890
5. Bulbophyllum lissoglossum J.J.Vermeulen 1991
6. Bulbophyllum penduliscapum J.J.Sm. 1900